# Gioiosa Entrata del 1356
La Gioiosa Entrata del 1356 (in olandese: Blijde Intrede, Blijde Inkomst o Blijde Intocht, in francese: Joyeuse Entrée) è una carta dei diritti garantita ai sindaci del Ducato di Brabante dalla neo-ascesa duchessa Giovanna e da suo marito Venceslao. Il documento è datato al 3 gennaio 1356 ed è l'equivalente della Magna Carta inglese nei Paesi Bassi.

## Sfondo storico

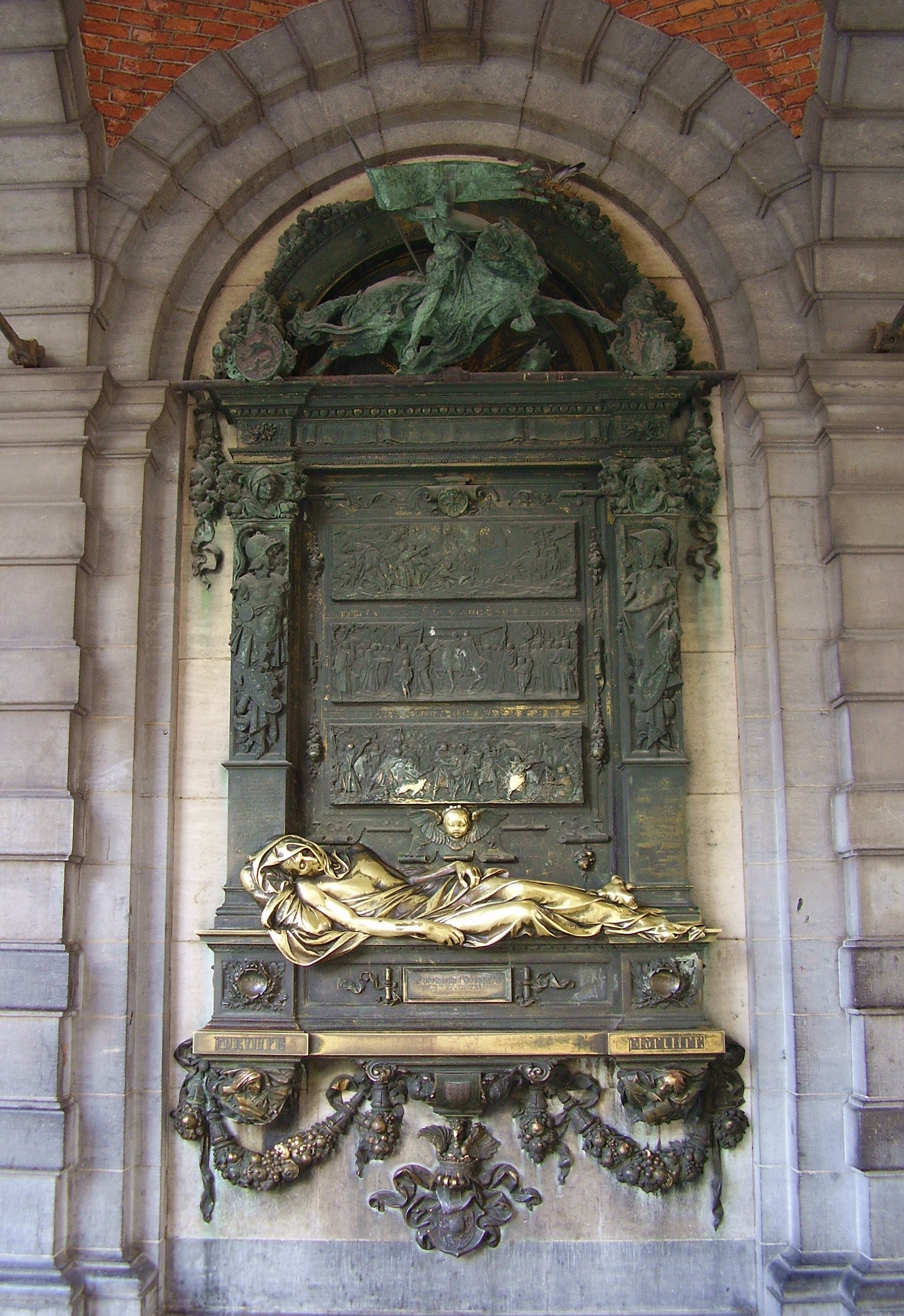
Monumento ad Everard 't Serclaes a Bruxelles. 't Serclaes rese possibile la Gioiosa Entrata riprendendo Bruxelles ai Fiamminghi.

Nel 1354, Giovanni III, duca di Brabante convocò i rappresentanti delle città del ducato a Lovanio per annunciare il matrimonio della sua figlia primogenita ed erede Giovanna con Venceslao I di Lussemburgo ed offrì delle concessioni liberaliper ottenere il loro assenso al cambio della dinastia regnante nell'area. Alla morte di Giovanni nel 1355 si aprì come previsto una crisi di successione. Nel gennaio del 1356, Venceslao e Giovanna siglarono una carta sulla quale dovettero giurare solennemente per ottenere pacificamente il governo dell'area.
Il conte Luigi II delle Fiandre, aveva sposato la sorella minore di Giovanna, Margherita e pretendeva infatti il Brabante in proprio diritto. Luigi invase il Brabante ed assediò Bruxelles. Dall'agosto del 1356, il documento brabantino era già lettera morta in pratica, permettendo così l'occupazione militare del Brabante da parte di Luigi. Durante la notte del 24 ottobre 1356, un gruppo di patrioti brabantini guidati da Everard 't Serclaes scalarono le mura della città ed espulsero i fiamminghi in città. Questo permise a Giovanna ed a Venceslao di fare la loro Gioiosa Entrata a Bruxelles dando al documento questo nome.

## Contenuto
La carta del 1356 non era un fatto completamente nuovo. Già dal secolo precedente nel Brabante era stata prodotta la Carta di Kortenberg, concessa da Giovanni II di Brabante nel 1312 ed anch'essa considerata la prima Costituzione del Brabante, o ancora la "Carta vallona" del 1314. I sei punti fondamentali o "privilegi" descritti nella carta del 1356 portavano poteri specifici alla chiesa, ai villaggi e ad alcuni nobili, lasciando comunque alla duchessa Giovanna ed al duca Venceslao il privilegio di raccogliere le tasse.
Tramite questo strumento, i duchi di Brabante si garantirono l'indivisibilità del ducato, ma non potevano dichiarare guerra, concludere trattati o imporre tasse senza il consenso dei propri sottoposti, rappresentati dalle rispettive municipalità. Tutti i membri del consiglio del duca dovevano essere brabantini per nascita.

## Conseguenze
Il 5 aprile, il fratellastro di Venceslao, Carlo IV, divenne imperatore del Sacro Romano Impero; egli presiedette alla Dieta Imperiale che emise la Bolla d'Oro del 1356, fissando per iscritto un aspetto importante della struttura costituzionale dell'Impero, restringendone però le libertà di città e cittadini.
Nel febbraio successivo, Carlo, Giovanna e Venceslao, assieme ai rappresentanti delle città brabantine si incontrarono a Maastricht: per soddisfare le pretese della dinastia del Lussemburgo, la carta venne denigrata in diversi punti, ed in particolare nel capo. VII che prevedeva che se la duchessa Giovanna fosse rimasta senza eredi diretti, sarebbe stata succeduta dai suoi eredi collaterali, le sue sorelle. Fu con l'abrogazione della Gioiosa Entrata del 1356 che gli Asburgo riuscirono poi ad ereditare il Brabante. La sconfitta di Venceslao nel 1371 fu una vittoria dei villaggi locali contro la nobiltà feudale e, supportando il pronipote di Giovanna, Antonio di Borgogna alla successione come duca, venne riscritta una nuova carta, la Carta d'Inaugurazione (1406). What remained of the Joyous Entry charter would nevertheless be referred to for centuries.
La Gioiosa Entrata del 1356 venne quindi vista come l'equivalente del rechtsstaat nei Paesi Bassi o la Magna Carta in Inghilterra, ovvero un documento che per quanto di forma medievale poneva le basi per l'esistenza dello stato moderno e per la sua autoregolamentazione. In comune alla Magna Carta, il ruolo della Gioiosa Entrata venne ribadito dagli storici romantici del XIX secolo per sostenere l'ideale di nazionalismo locale.
Annualmente i duchi di Brabante erano tenuti a giurare al testo del documento con un'entrata cerimoniale nelle principali città del Brabante. Nel corso della Guerra degli ottant'anni nei Paesi Bassi, venne ripetutamente pubblicato un testo (la prima edizione nel 1578 a Colonia) dal titolo latino di Laetus introitus, dove venivano esposti i principi di Filippo II e dei suoi comandanti militari in aderenza alla Gioiosa Entrata del 1356. Nel corso del XVIII secolo, con la sua ondata riformatrice, l'imperatore austriaco Giuseppe II tentò di abolire la Gioiosa Entrata ma questo fatto causò una rivolta nel Brabante.
La Gioiosa Entrata venne dichiarata nulla quando i rivoluzionari francesi presero possesso dei Paesi Bassi austriaci nel 1794. Essa divenne ad ogni modo una delle basi fondanti per la scrittura della Costituzione belga del 1831.